# Municipio de Palmyra (Míchigan)
El municipio de Palmyra (en inglés: Palmyra Township) es un municipio ubicado en el condado de Lenawee en el estado estadounidense de Míchigan. En el año 2010 tenía una población de 2084 habitantes y una densidad poblacional de 21,87 personas por km².

## Geografía
El municipio de Palmyra se encuentra ubicado en las coordenadas 41°52′5″N 83°57′17″O / 41.86806, -83.95472. Según la Oficina del Censo de los Estados Unidos, el municipio tiene una superficie total de 95.28 km², de la cual 94,54 km² corresponden a tierra firme y (0,77 %) 0,74 km² es agua.

## Demografía
Según el censo de 2010, había 2084 personas residiendo en el municipio de Palmyra. La densidad de población era de 21,87 hab./km². De los 2084 habitantes, el municipio de Palmyra estaba compuesto por el 96,35 % blancos, el 0,53 % eran afroamericanos, el 0,34 % eran amerindios, el 0,24 % eran asiáticos, el 0,53 % eran de otras razas y el 2,02 % eran de una mezcla de razas. Del total de la población el 6,96 % eran hispanos o latinos de cualquier raza.